# SS Czeluskin
SS Czeluskin (ros. Челюскин) – parowiec o wyporności 7500 ton wybudowany w Danii w 1933 roku i zakupiony przez Związek Socjalistycznych Republik Radzieckich. Nazwany na cześć Siemiona Iwanowicza Czeluskina – badacza polarnego.
10 sierpnia 1933 r. wyszedł w rejs z dwudziestodniowym opóźnieniem z Murmańska do Władywostoku przez tzw. Przejście Północno-Wschodnie. Miał przejść tę trasę w asyście lodołamacza Krasin bez zawijania do portów. Szefem ekspedycji był geofizyk Otto J. Szmidt, kapitanem statku W. I. Woronin, resztę 110 uczestników rejsu stanowiła załoga oraz naukowcy i ich rodziny.
Podczas planowania wyprawy popełniono wiele błędów. Statek rozpoczął podróż, mimo iż nie był przystosowany do żeglugi na częściowo zamarzniętych akwenach. Rejsu nie odwołano pomimo znacznego opóźnienia. Innym zaniedbaniem było zezwolenie na kontynuowanie ekspedycji po awarii, do której doszło w cieśninie Matoczkin Szar, gdzie parowiec uszkodził dziób.
Po odwołaniu towarzyszącego lodołamacza okręt utknął w lodach ok. 100 mil morskich od Cieśniny Beringa. Następnie dryfował na Morzu Czukockim i 13 lutego 1934 roku zatonął, zmiażdżony przez lody, 144 Mm od miejscowości Uelen w rejonie Przylądka Dieżniowa. Uczestnicy rejsu wyszli na lód, skąd zostali ewakuowani (ostatnia ekipa 13 kwietnia) na ląd (przylądek Wankarem) przez lotników radzieckich: Nikołaja Kamanina (dowódcę grupy ratowniczej), A.W. Lapidiewskiego, S.A. Lewoniewskiego, W.S. Mołokowa, M.T. Slepniowa, M.W. Wodopjanowa i I.W. Doronina. Lotnicy za swój czyn, jako pierwsi w Związku Radzieckim, byli nagrodzeni tytułami bohaterów Związku Radzieckiego.
W połowie lat 60. XX w. hydrolodzy pracujący w tym rejonie za pomocą echosond zidentyfikowali wrak „Czeluskina”. W 1979 r. podjęto próbę dotarcia do zatopionego statku. Pomimo trudnych warunków pogodowych płetwonurkowie zaszli na głębokość 49 m, na której spoczywa wrak, obejrzeli go i wydobyli z niego kilka drobiazgów.